# Miquel Sureda i Blanes
Miquel Sureda i Blanes (Artà, Mallorca, 1885-1957) fou un metge mallorquí. Fill de Josep Sureda Lliteres (apotecari) i Rosa Blanes Mestre, i germà gran de Francesc Sureda i Blanes (teòleg i lul·lista), Rosa, Maria i Josep Sureda i Blanes (químic i escriptor). És el pare del metge, pintor i escriptor Josep-Francesc Sureda i Blanes, i cosí germà del pintor Pedro Blanes Viale.

## Biografia
Va ser un conegut metge de família, de gran preparació científica i recta personalitat.
Cursà la carrera de Medicina a Barcelona, ocupà diversos càrrecs de les juntes del Col·legi de Metges de Balears i fundà, el 1914, l'Institut Antirràbic de Palma. Dia 12 de juny de 1915 va participar, com a pèrit mèdic, en el reconeixement de les restes de Ramon Llull, al convent de Sant Francesc de Palma, juntament amb el metge Bartomeu Vanrell, i davant el notari pontifici de la Diòcesi de Mallorca Salvador Galmés Sanxo.
Va ser Vicepresident de la Reial Acadèmia de Medicina i Cirúrgia de Palma.
L'any 1932 va participar, juntament amb altres facultatius, com Gaspar Reynés Font (1884-1964), en la creació de l'Associació dels Sants Metges Cosme i Damià, germandat de caràcter mèdic i farmacèutic, de la que fou membre de la Junta de Govern.
Membre fundador i primer President del Museu Regional d'Artà, càrrec que ostentà durant 14 anys. Va intervenir en la instal·lació del Museu del Castell de Bellver i participà en nombroses excavacions arqueològiques.
El juny de l'any 1936 signà, juntament amb diferents intel·lectuals mallorquins, la Resposta al Missatge dels Catalans, una triple afirmació d'unitat de sang, de llengua i de cultura amb Catalunya, un document moderat i de caràcter cultural que s'aprovà en una sessió extraordinària de la Societat Arqueològica Lul·liana (de la qual fou membre destacat) i que es publicà a la premsa de Mallorca el 10 de juny. Dels cent cinquanta-tres signants gairebé vint-i-cinc n'eren metges i odontòlegs; a més n'hi havia advocats, veterinaris i apotecaris.
Va escriure diversos treballs sobre medicina, va freqüentar els ambients artístics i culturals de la seva època, i va ser un gran aficionat a la pintura.
Té un carrer dedicat a Establiments (Palma).